# Hippolyte de Sade
Hippolyte-Augustin de Sade, seigneur de Vaudronne (ou Vauredone), dit le « comte de Sade », né le 3 octobre 1710 à Tarascon et mort en mer le 18 septembre ou à la fin du mois octobre 1780 à bord du Triomphant (en), est un officier de marine et aristocrate français du XVIIIe siècle. Il se distingue pendant la guerre d'indépendance des États-Unis et termine sa carrière comme chef d'escadre.

## Biographie

### Origines et famille
Hippolyte de Sade descend de la branche de Tarascon de la maison de Sade, une ancienne famille de la noblesse provençale, connue depuis le XIIe siècle. Son représentant le plus célèbre est son cousin, l'homme de lettres, le romancier et le philosophe Donatien Alphonse François de Sade (1740-1814) dit le « marquis de Sade ».
Hippolyte de Sade est le troisième fils de François de Sade, comte de Vaudronne et de sa femme Marie-Anne de Tressemanes-Chasteuil. Ses parents se marient en 1701. De cette union naissent cinq garçons et deux filles : Marie-Anne (née en 1703), Joseph-François (né en 1705), Louise (née en 1706), Gaspard (né en 1707, mort la même année), Henri-François (né en 1708), Hyppolite-Augustin et Charles (né en 1713).

### Carrière dans la marine
Il intègre une compagnie de garde de la Marine en 1730. Il se marie le 12 novembre 1733. Il reçoit à cette occasion un épithalame de Voltaire, auquel il répond immédiatement par des vers de la même mesure. Il passe lieutenant de vaisseau en 1746, Capitaine de vaisseau en 1756.
Le 16 juin 1764, il est à La Goulette à Tunis et commande une frégate et un chebec. En 1770, il est envoyé à bord de L'Engageante en mission dans le Levant. Pourvu de provisions de chef d'escadre en novembre 1776, à l'âge de 66 ans, il se distingue au combat d'Ouessant en le 27 juillet 1778, au sein de la flotte du comte d'Orvilliers. Il participe ensuite à la Campagne de Yorktown comme commandant de l'Escadre Bleue (arrière-garde) de la flotte envoyée pour soutenir les révolutionnaires américains.
Il sert sous le comte de Guichen dans les combats livrés contre l'amiral Rodney et est nommé à ce titre chef d'une division en août 1779 à 69 ans, et reçoit le commandement d'une escadre. Le 17 avril 1780, au combat de la Martinique, il commande l'avant-garde de la flotte française à bord du Triomphant, de 74 canons (capitaine Gras-Préville).
Il meurt en mer le 18 septembre ou fin octobre 1780 à la vue de Cadix, à bord du vaisseau Le Triomphant (en) qu'il commandait. Il ne peut pas être enterré et son corps est jeté à la mer.

### Sources et bibliographie
- Biographie universelle ou Dictionnaire historique contenant la nécrologie des hommes célèbres, Furne, libr. édit., Paris, 1833, [lire en ligne], p. 2687
- Étienne Taillemite, Dictionnaire des marins français, éditions Tallandier, Paris, 2002,  (ISBN 2847340084).
- Frédéric d'Agay, La Provence au service du roi (1637-1831) : Officiers des vaisseaux et des galères, 2 volumes, Honoré Champion, 1er mars 2011, p. 569-570